# Josef Adamczyk

Josef Adamczyk, Porträtfoto aus dem Reichstags-Handbuch 1934

Josef Joachim Adamczyk (nach Namensänderung 1939 Adams; * 20. März 1901 in Rzuchów; † 12. Februar 1971 in Hannover) war ein deutscher Politiker der NSDAP und SS-Führer.

## Leben und Wirken
Nach dem Besuch der Volksschule wurde Adamczyk am Lehrerseminar Ratibor ausgebildet. In den Nachkriegsjahren beteiligte er sich mit einem Freikorps an der Niederwerfung der Aufstände in Oberschlesien der polnischen Minderheit und wurde dafür mit dem Schlesischen Adler I. und II. Klasse ausgezeichnet. Er trat 1921 in den preußischen Schuldienst ein und war als Volksschullehrer in Oberschlesien und ab 1930 in Dortmund tätig.
Ab 1921 begann sich Adamczyk in der SA und ab August 1923 in der NSDAP zu betätigen. Er war Begründer der Ortsgruppe der Partei in Ratibor und trat der NSDAP nach dem Parteiverbot zum 20. Februar 1926 erneut bei (Mitgliedsnummer 30.878). 1929 übernahm er erstmals ein öffentliches Amt als Stadtverordneter in Ratibor. Aufgrund seiner Betätigung für die NSDAP wurde er im Dezember 1930 vom Lehramt suspendiert. Ab 1931 war er Mitglied der SS (SS-Nummer 6.165), bei der er im September 1938 bis zum SS-Oberführer aufstieg. Von 1931 bis 1935 war er schließlich hauptberuflicher Leiter des Untergaues Oberschlesien der NSDAP.
Im April 1933 wurde Adamczyk Vorsitzender des Oberschlesischen Provinzialausschusses und Bevollmächtigter zum Reichsrat. Von 1932 bis 1933 saß Adamczyk als Abgeordneter im Preußischen Landtag, später gehörte er von 1933 bis 1936 dem Reichstag als Abgeordneter des Wahlkreises 9 (Oppeln) an. Zwar kandidierte er nochmals bei der Reichstagswahl 1936 und der Reichstagswahl 1938, doch wurde er nicht wieder gewählt.
Von Anfang Oktober 1933 bis März 1938 war er Landeshauptmann der Provinz Oberschlesien. Zudem war er von Dezember 1936 bis März 1937 kommissarisch Regierungspräsident in Oppeln. Von März 1938 bis Februar 1941 war er Landeshauptmann der Provinz Schlesien und danach bis Kriegsende der Provinz Niederschlesien.
1939 änderte Adamczyk, der politisch bereits seit einigen Jahren durch seine polenfeindliche Rhetorik aufgefallen war, seinen Namen in Adams.
Nach Kriegsende nahm er seinen Wohnsitz in Hannover. Ab 1956 gehörte er dem Vorstand einer Siedlungsgenossenschaft an. Er übernahm langjährig den stellvertretenden Landesvorsitz der Landsmannschaft Schlesien in Niedersachsen.